# کلبورگ
کلبورگ (به فرانسوی: Cleebourg) یک کمون در فرانسه با جمعیت ۶۸۹ نفر است که در Canton of Wissembourg واقع شده‌است.